# Kostanje
Kostanje falu Horvátországban Split-Dalmácia megyében. Közigazgatásilag Omišhoz tartozik.

## Fekvése
Splittől légvonalban 32, közúton 38 km-re keletre, községközpontjától légvonalban 11, közúton 18 km-re keletre, Poljica középső részén, a Cetina nagy kanyarulata és a Mosor-hegység napsütéses oldala által határolt területen fekszik. Közelében halad át az A1-es autópálya.

## Története
Kostanje a középkorban része volt a 13. században alapított, úgynevezett Poljicai Köztársaságnak, mely tulajdonképpen egy jelentős autonómiával rendelkező kenézség volt. Kostanje egyike volt a köztársaság tizenkét kantonjának, egyházilag pedig a prisoljei plébánia része volt. Poljica kezdetben a horvát-magyar királyok, majd 1444-től a Velencei Köztársaság uralma alá tartozott. Velence nagyfokú autonómiát biztosított a poljicai települések számára. Jogi berendezkedését az 1490-ben kibocsátott Poljicai Statutum határozta meg, mely egyúttal rögzítette határait is. Területe már nagyon korán, 1495 előtt török uralom alá került és csak 1686-ban a velencei-török háború során szabadult fel a török uralom alól. Ezután ismét velencei fennhatóság alá tartozott, de autonómiájának valamely szintjét végig megőrizte. Poljica önállóságát 1807-ben a bevonuló napóleoni francia csapatok szüntették meg. Napóleon lipcsei veresége után 1813-ban a Habsburgoké lett.
Az önálló kostanjei plébániát 1625-ben említik először, amikor 300 lelket számlált, plébánosa pedig Stjepan Kujavić volt. A török alóli felszabadulás idején kezdték építeni plébániatemplomát is, melyet 1703-ban fejeztek be. Felszentelése 1711. május 17-én történt. 1857-ben 558, 1910-ben 812 lakosa volt. 1918-ban az új szerb-horvát-szlovén állam, majd később Jugoszlávia része lett. A háború után a szocialista Jugoszláviához került. 1991 óta a független Horvátországhoz tartozik. Az 1970-es évek óta lakossága a fiatalok elvándorlása miatt folyamatosan csökkent. 2011-ben a településnek 605 lakosa volt.

## Lakosság
| Lakosság változása | Lakosság változása | Lakosság változása | Lakosság változása | Lakosság változása | Lakosság változása | Lakosság változása | Lakosság változása | Lakosság változása | Lakosság változása | Lakosság változása | Lakosság változása | Lakosság változása | Lakosság változása | Lakosság változása | Lakosság változása |
| ------------------ | ------------------ | ------------------ | ------------------ | ------------------ | ------------------ | ------------------ | ------------------ | ------------------ | ------------------ | ------------------ | ------------------ | ------------------ | ------------------ | ------------------ | ------------------ |
| 1857               | 1869               | 1880               | 1890               | 1900               | 1910               | 1921               | 1931               | 1948               | 1953               | 1961               | 1971               | 1981               | 1991               | 2001               | 2011               |
| 558                | 764                | 611                | 605                | 706                | 812                | 822                | 903                | 1.033              | 1.049              | 1.044              | 1.028              | 867                | 775                | 658                | 605                |

## Nevezetességei
- Mihály arkangyal tiszteletére szentelt római katolikus plébániatemploma 1939 és 1944 között épült, felszentelését 1954-ben Franić püspök végezte. A templom faragott fehér kövekből épült latin kereszt alaprajzzal. Harangtornyát a homlokzatba építették bele úgy, hogy azt három részre tagolja. A csúcsíves bejárat felett a homlokzaton három hosszúkás csúcsíves ablak, felette nyolcágú rozetta, efelett óra, majd a harangok szintjén biforámás ablakok láthatók. A torony piramisban végződik. A templomnak három oltára van, melyek kőből és vöröses drniši márványból épültek. A főoltár Szent Mihálynak, a mellékoltárok  Szűz Máriának, Szent Józsefnek és Keresztelő Szent Jánosnak vannak szentelve. Az 1978-79-es felújítás során készült a szembemiséző oltár, az ambó, a keresztelőmedence, valamennyi Bože Radovan spliti szobrászművész munkája. A templom 1996-97-ben újabb nagyszabású felújításon esett át, mely érintette a tetőt, a kórust, az elektromos hálózatot, az oltárokat, a nyílászárókat és a belső festést is. Az új tölgyfa padokat az Amerikában élő Gloria Begić adományozta.
- A falu nyugati részén található a Szent Szpiridon kápolna, melyet a 20. század első felében fehér faragott kövekből építettek. Szent Szpiridonhoz szoktak imádkoznia  hívek a jó olajfa termésért, mely a helyiek egyik fő megélhetési forrása volt.
- A Cetina folyó alsó folyásánál, Kostanje és Smolonje falvak között található a Studenci nevű terület, ahol az esős évszakban a folyó jobb partján számos patak tör elő. A patakokon nagy számban vannak malmok, amelyek mára már összeomlottak. A malmokat Poljica és környéke lakói használták. Az épületek egyemeletesek voltak, faragott kőből épültek, az oromzatos fatetőket hornyolt cserép vagy kőlap fedte.[4]
- Mila Gojsalić nemzeti hős szülőháza[5] négyszögletes alaprajzú, emeletes épület. A bejárati homlokzata délre néz, és mivel lejtős terepen épült, az északi rész lejtőjébe van beépítve. A nyeregtetőt kőlapok és cserepek borítják. A földszinti gazdasági részbe egy íves áthidalással ellátott kétszárnyú ajtón jutunk be, az első emeletre pedig egy teljesen felfalazatott teraszon át léphetünk be. Az ablakokat kőkeretek övezik. Az első emeletet lakásoknak használták, a tetőtérben pedig nagy magtárakat alakítottak ki. A füstös konyha a ház keleti falához csatlakozik.
- Az omiši vidék népi erődépítésének egyik legszebb példája a Jerončič-torony.[6] Egy kisméretű épület, amely több szintben egy magas kősziklára épült. Az épület régebbi része földszinti, első emeleti és tetőtéri részből áll, amelyek helyiségei tufa boltozatúak. A burkolat kőlapokból készült. Az épület újabb része a déli oldalon épült, de jelentősen megrongálódott. A régebbi részben (torony) egy boltíves nyíláson keresztül lépünk be a földszintre, majd egy masszív kőlépcsőn jutunk az első emeletre. A félemeleti szerkezetet tartó konzolokra az 1721-es évszám van felírva. A torony falai egy méternél vastagabbak, kis nyílásokkal rendelkeznek, amelyek puskalőrésekként is szolgáltak.

## Kultúra
A település kulturális és művészeti egyesülete a HKUD Kostajne három szekcióval működik. Ezek a „Kostanje” gyermekkórus, a „Konistra” felnőtt kar és a mandolin-gitár zenekar.

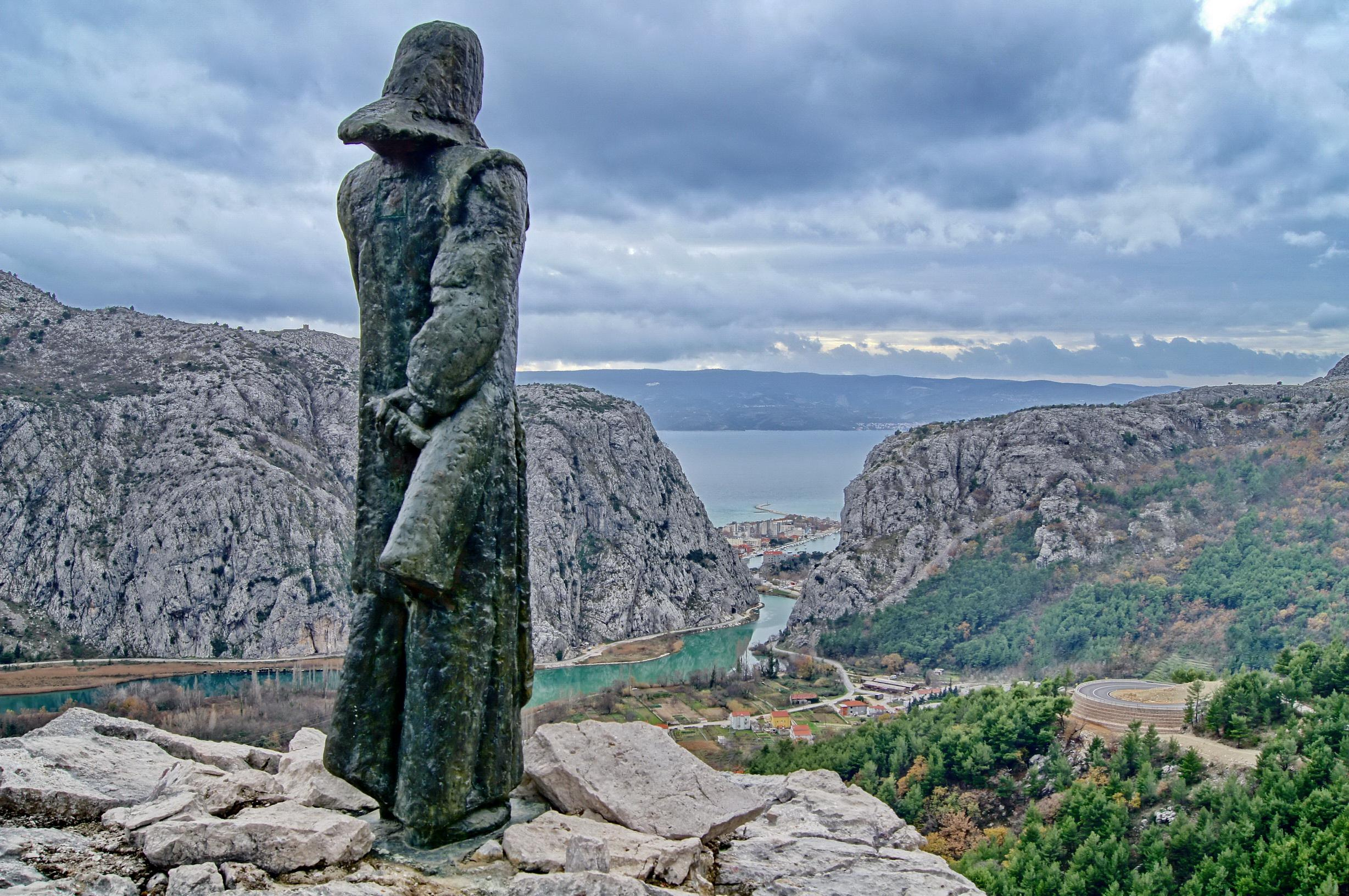
Mila Gojšalić szobra Gatánál

## Híres emberek
Kostanje szülötte Mila Gojsalić horvát nemzeti hős aki 1530. március 27-én a Poljica ellen támadó török sereg gatai táborába belopózva felgyújtotta azt. A tűznek, melyben Ahmed pasa, több török tiszt és katona is elpusztult ő maga is áldozata lett. Hőstette annyira megtörte a török sereget, hogy az ezt követően vereséget szenvedett a rátámadó poljicai hadaktól. Mila Gojsalić bronz szobra Ivan Meštrović alkotása a hőstett közelében Gatánál a Cetina szurdoka felett áll.